# Bulqizë (okrožje)
Okrožje Bulqizë  je bilo eno od šestintridesetih albanskih okrožij, ki je po reorganizaciji ozemlja leta 2000 postalo del regije Dibër. Šteje 28 374 prebivalcev in ima površino 469 km². Ležalo je na vzhodu Albanije.
Okrožje Bulqizë je bilo sestavljeno iz naslednjih občin:
- Bulqizë
- Fushë-Bulqizë
- Gjoricë
- Martanesh
- Ostren
- Shupenzë
- Trebisht
- Zerqan